# 劉中敷
劉中敷（?—1453年），初名中孚，大興縣人。明朝官员。

## 生平
靖難之役期間，以諸生守城功，授陳留縣丞。擢工部员外郎。迁升為江西右参议。宣德三年迁升為山东右参政，進階為左布政使。
正統元年（1436年），父喪奪情，不久拜戶部尚書。正統六年（1441年），被言官彈劾“變亂”宗祖之法，下狱十六天，释放。景泰四年（1453年）卒，贈尚書。

## 家族
有子劉璉、孫劉機，分別為正統十年、成化十四年進士。